# P.O.D.
Payable on Death (prescurtată P.O.D.) este o trupă creștină americană nu metal formată în 1992 și cu sediul în San Diego, California.) Formația trupei este formată din bateristul și chitaristul ritm Wuv Bernardo, solistul Sonny Sandoval, basistul Traa Daniels și chitaristul principal Marcos Curiel. Au vândut peste 12 milioane de înregistrări în întreaga lume.  De-a lungul carierei lor, trupa a primit trei nominalizări la premiile Grammy, a contribuit la numeroase coloane sonore pentru film și a făcut turnee internaționale.  Cu cel de-al treilea album de studio, The Fundamental Elements of Southtown, au obținut succesul inițial în mainstream;  albumul a fost certificat de platină de către RIAA în 2000. Următorul lor album de studio, Satelit, a continuat succesul trupei cu single-urile, „Alive” și „Youth of the Nation”, împingându-l să meargă în triplu platină.